# The Rural Juror
"The Rural Juror" é o décimo episódio da primeira temporada da série de televisão norte-americana de comédia de situação, 30 Rock. Teve o seu enredo escrito pelo co-produtor Matt Hubbard, e realizado por Beth McCarthy-Miller.  A sua transmissão nos Estados Unidos ocorreu a 11 de Janeiro de 2007 através da National Broadcasting Company (NBC). Os artistas convidados para este episódio incluem Lonny Ross, Keith Powell, Katrina Bowden, Maulik Pancholy, Kevin Brown, Grizz Chapman, e Chris Parnell. A actriz Whoopi Goldberg participou interpretando uma versão fictícia de si própria, enquanto a comediante Rachel Dratch desempenhou uma versão fictícia da jornalista Barbara Walters.
O episódio foca-se no lançamento de The Rural Juror, um filme independente altamente antecipado protagonizado por Jenna Maroney (Jane Krakowski), e na dificuldade pela qual tanto a argumentista-chefe Liz Lemon (Tina Fey) como os restantes argumentistas do TGS with Tracy Jordan passam para entender e pronunciar o seu título. Enquanto isso, Tracy Jordan (Tracy Morgan), desesperado por ajuda financeira, presta atenção ao conselho recebido pelo executivo Jack Donaghy (Alec Baldwin) e decide criar um produto de celebridades que possa endossar.
"The Rural Juror" foi recebido com aclamação universal pela crítica especialista em televisão de horário nobre, com os principais elogios sendo direccionados ao aprofundamento da amizade entre Liz e Jenna. De acordo com o sistema das Nielsen Ratings, o episódio foi assistido por 6,10 milhões de famílias durante a sua transmissão original, e recebeu uma classificação de 2,9 e seis de share entre os telespectadores do perfil demográfico de adultos entre os dezoito aos 49 anos de idade.

## Produção e desenvolvimento
"The Rural Juror" é o décimo episódio da primeira temporada de 30 Rock. O seu enredo foi escrito por Matt Hubbard, co-produtor da temporada, e foi realizado por Beth McCarthy-Miller, marcando assim a primeira vez que ambos recebem os respectivos créditos em um episódio do seriado. "The Rural Juror" foi filmado no início de Novembro de 2007.
Whoopi Goldberg participou de "The Rural Juror" desempenhando uma versão fictícia de si mesma. Em Outubro de 2009, Fey voltou a convidar-lhe a participar novamente quando foi entrevistada no The View, programa de televisão matutino apresentado por Goldberg. "Há um episódio que estamos a produzir, no qual Tracy almeja vencer um EGOT [...] e Whoopi já venceu isso na vida real, então ele procura pelo seu conselho para atingir isso," afirmou Fey. Goldberg aceitou o convite e retornou para participar de "Dealbreakers Talk Show #0001" na quarta temporada. A actriz Rachel Dratch, parceira de longa data e companheira de comédia de Fey no SNL, foi originalmente escolhida para interpretar a personagem Jenna Maroney. Dratch interpretou o papel no episódio piloto original do seriado, nunca transmitido na televisão. No entanto, em Agosto de 2006, foi anunciado que a actriz Jane Krakowski iria substituir Dratch neste papel, com esta última interpretando várias personagens diferentes ao longo da série. Segundo Fey, Dratch era "melhor adaptada para interpretar uma variedade de personagens secundárias excêntricas," e o papel de Jenna era para ser desempenhado em "linha recta." "Ambos Tina e eu obviamente adoramos Rachel, e nós queríamos encontrar uma maneira na qual pudéssemos explorar a sua força," afirmou o produtor Lorne Michaels em entrevista à revista Variety. Neste episódio, sua sétima participação, Dratch interpretou uma versão fictícia da jornalista norte-americana Barbara Walters que, por sua vez, era co-apresentadora do programa de televisão The View juntamente com Goldberg.
O actor e comediante Chris Parnell, também ex-membro do elenco do SNL, repetiu a sua performance como o Dr. Leo Spaceman pela terceira vez. Vários outros membros do elenco do SNL já fizeram uma participação em 30 Rock, incluindo Rachel Dratch, Andy Samberg, Jason Sudeikis, Will Forte, Fred Armisen, Kristen Wiig, Horatio Sanz, Jan Hooks, Molly Shannon, e Siobhan Fallon Hogan. Ambos Tina Fey e Tracy Morgan fizeram parte do elenco principal do SNL, com Fey sendo a argumentista-chefe do programa entre 1999 e 2006. O actor Alec Baldwin também apresentou o Saturday Night Live por dezassete vezes, o maior número de episódios por qualquer personalidade.
O actor e comediante Judah Friedlander, intérprete da personagem Frank Rossitano em 30 Rock, é conhecido pelos seus bonés de camioneiro de marca registada que usa dentro e fora da personagem Frank. Os chapéus normalmente apresentam palavras ou frases curtas estampadas neles. Friedlander afirmou que ele próprio é quem faz os acessórios. Revelou também que "alguns deles são brincadeiras íntimas, e alguns são simplesmente piadas." A ideia veio do persona de Friedlander nas suas apresentações de comédia stand-up, nas quais os objectos de adorno estão todos estampados com a escrita "campeão mundial" em línguas e aparências diferentes. Neste episódio, Frank usa bonés que leem "Karate Sluts" e "Beef 'N Bean."

### The Rural Juror
Em relação ao título do episódio, Tina Fey, criadora e produtora executiva de 30 Rock, explicou que "saí de uma discussão entre argumentistas quando perguntei: 'você sabe duas palavras difíceis de pronunciar?" Depois de algumas tentativas da equipa, que fizeram "rural juror" soar semelhante a "ruhhr juhhrr," todos ficaram tão satisfeitos com a sugestão que "queriam apressar e pô-lo no ar antes que um outro alguém o fizesse." A piada de todo o episódio foi a dificuldade em pronunciar o título do filme, para que todos pensassem que o título fosse na verdade algo diferente. Durante todo o episódio, o filme foi chamado de "Roar Her, Gem Her" por Liz, e ainda "Oral Germ Whore" e "Roaring Junior" por Pete Hornberger (Scott Adsit).
O filme de Jenna, The Rural Juror, foi mencionado pela primeira vez em "Tracy Does Conan" e referenciado várias vezes mais tarde. Conforme o escrito na claquete de The Rural Juror, o seu realizador é C. Affleck (uma referência a Casey Affleck), e o seu director de fotografia é Tom Houghton, que foi o responsável pela fotografia de "Tracy Does Conan." Segundo Jenna, a película é uma adaptação de um livro escrito por Kevin Grisham (que havia terminado de escrever a sequência Urban Fervor), irmão do romancista de thrillers jurídicos John Grisham e um antigo operador de uma estação de reciclagem. Urban Fervor, por sua vez, voltaria também a ser referenciado em "Christmas Special," e em "When It Rains, It Pours."

## Enredo
Jenna Maroney (Jane Krakowski) antecipa a estreia de seu novo filme The Rural Juror. Baseado em um romance de Kevin Grisham (irmão de John Grisham), gira em torno do advogado sulista Constance Justice. A actriz pede a opinião honesta de Liz sobre o trabalho, como se sente ansiosa pela reação do público. Liz vê o filme sozinha e não fica muito agradada, porém, embora hesite em dizer a verdade a Jenna, comenta com os seus colegas argumentistas. Quando Jenna descobre que Liz não gostou do filme, as duas brigam e questionam a natureza da sua amizade. Enquanto isso, ignorando as advertências de Liz, o actor Josh Girard (Lonny Ross) invade o escritório de Liz para roubar o filme e o assiste com o resto do membros do TGS with Tracy Jordan. Para a surpresa de Liz, todos gostam de The Rural Juror. Com a rixa entre Liz e Jenna se agravando, o executivo Jack Donaghy (Alec Baldwin) intervém e convence-as a resolverem o assunto, fazendo com que Liz admita os seus ciúmes pelo sucesso de Jenna, e as duas acabam se perdoando. Jack, por sua vez, recebe um pedido de cem mil dólares de Tracy Jordan (Tracy Morgan). O executivo recusa-se, mas arranja uma ideia melhor: usar a fama de Tracy para promover um produto. Após Tracy concordar, ele concebe a "The Tracy Jordan Meat Machine." Com um endosso do Dr. Spaceman (Chris Parnell), o produto fica pronto para comercialização. No entanto, surge uma série de defeitos, levando o actor a expressar não pretender continuar endossar o produto. Jack, então, encontra um jeito de faze o produtor funcionar: rebaptizando-o como um produto endossado de Whoopi Goldberg mandado para a Ucrânia.

## Transmissão e repercussão

### Audiência
Nos Estados Unidos, "The Rural Juror" foi transmitido originalmente na noite de 11 de Janeiro de 2007 através da NBC como o nono episódio de 30 Rock. Naquela noite, de acordo com as estatísticas reveladas pelo serviço de mediação de audiências Nielsen Ratings, foi visto por uma média de 6,10 milhões de telespectadores e recebeu a classificação de 2,9 e seis de share no perfil demográfico de telespectadores entre os dezoito aos 49 anos de idade. O 2,9 refere-se a 2,9 por cento de todas as pessoas entre os dezoito aos 49 anos de idade nos EUA, e os seis referem-se a seis por cento de todas as pessoas de dezoito a 49 anos de idades assistindo televisão no momento da transmissão.
Na sua transmissão no Reino Unido, "The Rural Juror" foi visto por duzentos mil telespectadores, e dois por cento da audiência assistindo televisão no momento da transmissão viu o episódio.

### Análises da crítica
| Críticas profissionais | Críticas profissionais |
| Avaliações da crítica  | Avaliações da crítica  |
| Fonte                  | Avaliação              |
| ---------------------- | ---------------------- |
| AOL                    | (positiva)             |
| A.V. Club              | B+                     |
| IGN                    | 8,0/10                 |
| TV Guide               | (positiva)             |

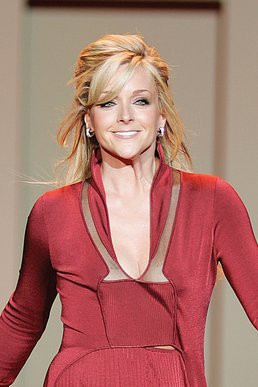
"The Rural Juror" permitiu aos críticos finalmente perceberem a importância da personagem de Jane Krakowski em 30 Rock.

Em geral, "The Rural Juror" foi recebido com aclamação universal pela crítica especialista em televisão, inclusive pelo analista Robert Canning que, na sua análise para o portal britânico IGN, afirmou que o episódio "bem trabalhado, com uma história principal sólida" direccionou 30 Rock no "sentido certo." Comentando sobre o "esforço bem sucedido no desenvolvimento das personagens," embora tenha sentido que há ainda muito espaço para amadurecimento, Canning achou que "The Rural Juror" permitiu uma melhor compreensão da amizade de Jenna e Liz, a qual faltava muita profundidade. A admissão dos ciúmes do sucesso de Jenna por Liz foi um ponto muito necessário para a série, "tornando as personagens em pessoas," e deu ao público algo mais profundo para recordar, assim como a troca de palavras entre elas, que realmente "solidificou a sua conexão" e possibilitou que até o fim do episódio o público pudesse ver o "lado humano" delas e "os personagens se tornaram" as pessoas. No entanto, o analista salientou que pequenos indícios do que a sua amizade era no passado foram jogadas para risadas ao invés de estabelecerem qualquer tipo de enredo.
Na sua análise para a revista de entretenimento TV Guide, Matt Webb Mitovich achou que o episódio "teve um ritmo tão acelerado e foi tão crepitante" que acabou tornando-se muito divertido. O crítico de televisão creditou "The Rural Juror" por finalmente ter-lhe ajudado a entender Jenna e como ela se encaixa no seriado, concluindo que, na realidade, ela não é tão volúvel e desiludida quanto retratada. Embora Mitovich tenha elogiado os argumentistas de 30 Rock por mostrarem que a amizade de Liz e Jenna "vem de muito longe," na sua análise para a coluna televisiva TV Squad do portal AOL, a jornalista Julia Ward discordou, afirmando que o episódio fez 30 Rock aparentar ser sobre a relação delas ao invés das histórias introduzidas no episódio piloto, escrevendo: "Ter várias histórias em andamento é possível, mas o seriado precisa de algum tipo de foco." Acerca das performances do elenco, declarou que se Alec Baldwin não vencesse o Prémio Globo de Ouro pelo seu desempenho em "The Rural Juror," ela sentir-se-ia obrigada a renunciar o seu posto na Associação de Correspondentes Estrangeiros de Hollywood. Na noite de 15 de Janeiro de 2007, Baldwin foi galardoado com Globo de Ouro para Melhor Actor em Série de Televisão - Comédia ou Musical. Ward aplaudiu ainda a performance de Fey, assim como o enredo de Tracy, a participação de Chris Parnell e as diversas piadas do episódio. Porém, foi crítica para com as várias participações especiais, comentando que a de Whoopi Goldberg acabou sendo "abaixo do esperado," e sentiu que Jane Krakowski ainda era "algo de estranho para o seriado."
Para Erik Adams, do jornal de entretenimento A.V. Club, "The Rural Juror" mostra que mesmo depois de dez episódios, "30 Rock ainda está na fase experimental." Embora tenha achado que partes da trama de Liz e Jenna não tenham funcionado, "talvez seja porque muito da trama de Jack e Tracy funcione." Ele terminou a sua análise descrevendo o episódio como uma "coleção fantástica de pedaços" e elogiando a participação de Goldberg por evidenciar que "30 Rock está lentamente a tornar-se no equivalente live-action de Os Simpsons, pelo menos no que tange a participações especiais." O crítico de televisão Robin Pierson concordou com esta comparação, afirmando que a Máquina de Carne de Tracy Jordan parece uma trama inspirada no seriado Os Simpsons, com Dr. Spaceman personificando o Dr. Nick Riviera e Tracy personificando o Palhaço Krusty. Ambos endorsam "um produto ridículo e perigoso com exageros acima do topo sobre como o pão é mau para você. O motivo de isto funcionar em Os Simpsons é o facto dos exageros semrem congruentes com os personagens animadas exageradas. Com actores a fingirem ser pessoas reais, o humor é simplesmente muito óbvio para ser engraçado."